# Jurisdicție patrimonială
Jurisdicțiile patrimoniale (în germană Patrimonialgerichte) au fost acele instanțe judecătorești ale nobililor feudali din țările germanice și din Imperiul Austriac care, până la jumătatea secolului al XIX-lea, au practicat o justiție proprie și independentă de justiția statului.